# Bidessus unistriatus
Bidessus unistriatus är en skalbaggsart som först beskrevs av Johann August Ephraim Goeze 1777.  Bidessus unistriatus ingår i släktet Bidessus och familjen dykare. Arten är reproducerande i Sverige. Inga underarter finns listade i Catalogue of Life.

## Bildgalleri

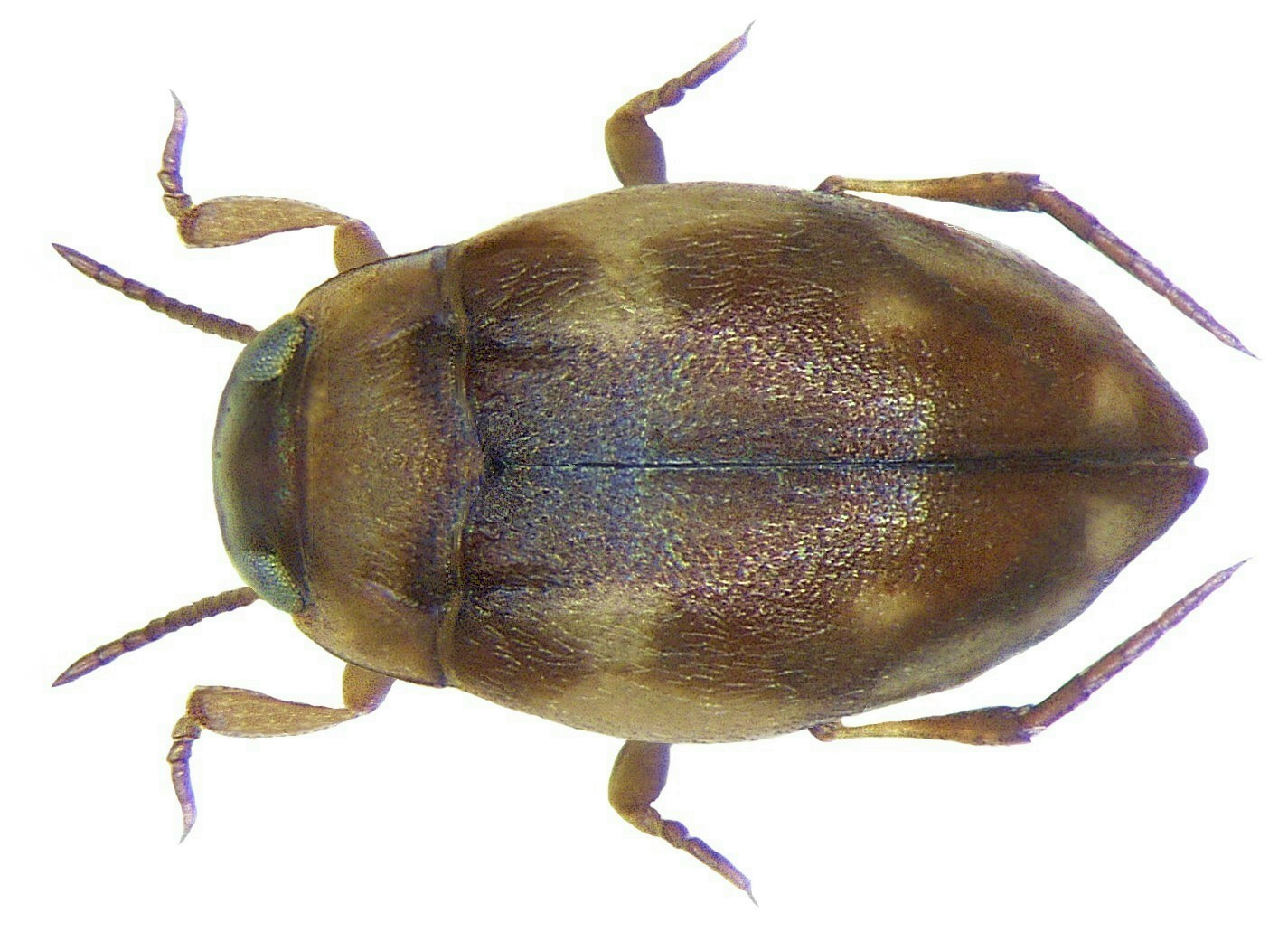